# 海軍元帥
海军元帅（英語：Admiral of the fleet）是海军军衔中等级最高者，在很多国家该军衔仅在战争时授予。美国海军此等级的军衔譯作海軍五星上將（Fleet Admiral）。一些欧洲国家的海军历史上的等级最高者曾被稱為海军大上将。

## 各國海軍元帥

### 奧匈帝國
- 1911年- 奥地利大公查尔斯·斯蒂芬（英语：Archduke Charles Stephen of Austria）（1860-1933）
- 1916年5月安东·约翰恩·豪斯（英语：Anton Haus）（1851年至1917年）
- 1916年11月1日- 卡爾一世（1887年至1922年）

### 克羅地亞
- 1996年3月- 斯维托·莱卡（英语：Sveto Letica）（1926-2001）

### 埃及
- 福阿德一世（1868年至1936年）
- 法魯克一世（1920-1945）
- 1952年7月26日- 福阿德二世（1952年）

### 法國
- 1340 - 胡格斯·奎格利（英语：Hugues Quiéret）（1390至40年）
- 1341 - 路易斯·德拉·塞尔达（英语：Luis de la Cerda）（1291年至1348年）
- 1373 - 讓·德·維埃納（1341年至1396年）
- 1421 - 路易·德·德坎特（英语：Louis de Culant）（1360年至1444年）
- 1437 - 安德烈·德拉瓦爾-蒙莫朗西（英语：André de Laval-Montmorency）（1408年至1485年）
- 1450 - 吉恩五世（英语：Jean V de Bueil）（1406年至1477年）
- 1521 - 纪尧姆·古菲尔（英语：Guillaume Gouffier, seigneur de Bonnivet）（1488年至1525年）
- 1525 - 菲利普·德·查伯特（英语：Philippe de Chabot）（1492至1543年）
- 1552 - 加斯帕爾·德科利尼（1519年至1572年）
- 1582 - 安妮·德·乔耶乌斯（英语：Anne de Joyeuse）（1560至1587年）
- 1587 - 让·路易斯·德·诺加雷特·德拉瓦莱特（英语：Jean Louis de Nogaret de La Valette）（1554年至1642年）
- 1592 - 夏爾·德·孔陶（1562年至1602年）
- 1612 - 亨利二世·德·蒙莫朗西（1595年至1632年）
- 1651 - 塞薩爾·德·波旁（1594年至1665年）
- 1683 - 路易斯-亞歷山大·德·波旁（英语：Louis Alexandre, Count of Toulouse）（1678年至1737年）
- 1737 - 路易·吉恩瑪麗·德·波旁（英语：Louis Jean Marie de Bourbon, Duke of Penthièvre）（1725年至1793年）
- 1805年2月2日- 若阿尚·繆拉（1767年至1815年）
- 1814 - 路易十九（1775年至1844年）
- 1831 - 洛朗·让·弗朗索瓦·特鲁盖（英语：Laurent Jean François Truguet）（1752年至1839年）
- 1840 - 阿尔宾·鲁森（英语：Albin Roussin）（1781年至1854年）
- 1854年- 查尔斯·鲍丁（英语：Charles Baudin）（1792年至1854年）
- 1854 - 费迪南-阿方斯·哈梅林（英语：Ferdinand Alphonse Hamelin）（1796年至1864年）
- 1854年- 亚历山大·费迪南德（英语：Alexandre Ferdinand Parseval-Deschenes）（1790至1860年）
- 1855 - 阿曼德·约瑟夫·布鲁特（英语：Armand Joseph Bruat）（1796年至1855年）
- 1860 - 拿破崙-熱羅姆·波拿巴（1822年至1891年）
- 1860 - 约瑟夫·罗曼-德斯福斯（英语：Joseph Romain-Desfossés）（1798年至1864年）
- 1864年1月27日- 夏爾·里戈·德·熱諾伊利（1807年至1873年）
- 1864年11月15日- 里奥纳德·查纳（英语：Léonard Charner）（1797年至1869年）
- 1869年2月20日- 弗朗索瓦·托马斯·特雷胡亚特（英语：François Thomas Tréhouart）（1798年至1873年）
- 1939年- 弗朗索瓦·達爾朗（1881年至1942年）

### 普魯士與德國
- 1871年- 普魯士的阿達爾貝特（1811年至1873年）
- 1901年- 德皇威廉二世（1859-1941）
- 1901年- 奧斯卡二世（1829年至1907年）
- 1905年6月28日- 漢斯·馮·克斯特（1844年至1928年）
- 1909年9月4日- 普魯士親王海因里希（1862年至1929年）
- 1911年1月27日- 阿爾弗雷德·馮·鐵必制（1849至1930年）
- 1918年5月31日- 亨寧·馮·霍爾岑多夫（1853-1919）
- 1939年4月1日- 埃里希·雷德爾（1876-1960）
- 1943年1月30日- 卡爾·鄧尼茨（1891年至1980年）

### 希臘
- 喬治二世（1890年至1947年）

### 伊拉克
- 費薩爾一世（1883年至1933年）

### 意大利
- 1924年 - 保羅·陶內·迪·萊費爾（英语：Paolo Thaon di Revel）（1859年至1948年）

### 日本
- 1898年1月20日- 西鄉從道（1843至1902年）
- 1906年1月31日- 伊東祐亨（1843-1914）
- 1911年10月31日- 井上良馨（1845年至1929年）
- 1913年4月21日- 東鄉平八郎（1847年至1934年）
- 1913年7月7日- 有栖川宮幟仁親王（1862-1913）
- 1917年5月26日- 伊集院五郎（1852年至1921年）
- 1922年6月27日- 東伏見宮依仁親王（1867年至1922年）
- 1923年1月8日- 島村速雄（1858年至1923年）
- 1923年8月24日- 加藤友三郎（1861年至1923年）
- 1932年5月27日- 伏見宮博恭王 （1876-1946）
- 1943年4月18日- 山本五十六（1884年至1943年）
- 1943年6月21日- 永野修身（1880年至1947年）
- 1944年5月31日- 古賀峰一（1885年至1944年）

### 韓國
- 李舜臣（1545年至1598年）

### 奧斯曼帝國
參見卡普丹·帕夏一览表

### 秘魯
- 1967年- 米格尔·格劳·塞米纳里奥（1834年至1879年）（追授）

### 蘇聯
- 1944年5月31日- 尼古拉·格拉西莫維奇·庫茲涅佐夫（1902-1974）（1948年3月2日降級為海軍少將，1951年1月27日晉升為海軍上將，1953年5月11日恢復為海軍元帥，1955年3月3日晋升为蘇聯海軍元帥，1956年被降為中將，1988年恢復蘇聯海軍元帥軍銜）
- 1944年5月31日- 伊万·伊薩科夫（1894-1967）（1955年3月3日晉升為蘇聯海軍元帥）
- 1962年4月28日- 謝爾蓋·戈爾什科夫（1910年至1988年）（1967年10月28日晉升為蘇聯海軍元帥）[1]
- 1965年7月18日- 弗拉基米爾·阿法納西耶維奇·卡萨托诺夫（英语：Vladimir Kasatonov）（1910年至1989年）
- 1970年4月30日- 尼古拉·德米特里耶維奇·謝爾蓋耶夫（英语：Nikolai Sergeyev）（1909-1999）
- 1970年7月28日- 謝苗·米哈伊洛維奇·洛博夫（英语：Semyon Lobov）（1913年至1977年）
- 1973年11月5日- 格奧爾基·米哈伊洛維奇·叶戈罗夫（英语：Georgiy Yegorov）（1918年至2008年）
- 1973年11月5日- 尼古拉·伊万諾維奇·斯米尔诺夫（英语：Nikolai Smirnov）（1917-1992）
- 1983年11月4日- 弗拉基米爾·尼古拉耶維奇·切尔纳温（英语：Vladimir Chernavin）（生於1928年）
- 1988年2月16日- 阿列克谢·伊万诺维奇·索罗金（1922年至2020年）
- 1989年11月4日- 伊万·馬特維耶維奇·卡皮塔涅茨（英语：Ivan Kapitanets）（生於1928年）
- 1989年11月4日- 康斯坦丁·瓦连季诺维奇·马卡罗夫（英语：Konstantin Makarov）（1931至2011年）

### 俄羅斯聯邦
- 1996年 - 費利克斯·格羅莫夫（1937）
- 2000年 - 弗拉基米爾·庫羅耶多夫（英语：Vladimir Kuroyedov）（1944-）
- 2005年 - 弗拉基米爾·馬索林（英语：Vladimir Masorin）（1947-）

### 斯里蘭卡
- Wasantha Karannagoda（英语：Wasantha Karannagoda）（1952-）-榮譽軍銜

### 瑞典
- 卡爾十三世（1748年至1818年）
- 奧斯卡一世（1799年至1859年）
- 奧斯卡二世（1829至1907年）

### 泰國
- 1910年- 潘努朗吉西（1859至1928年）（榮譽軍銜）
- 1917年- 巴里巴特拉·苏昆巴杜（英语：Paribatra Sukhumbhand）（1881年至1944年）
- 1941年- 鑾披汶·頌堪（1897年至1964年）（榮譽軍銜）
- 1956年- 帕拉雲·育他沙戈索（英语：Prayoon Yuthasartkosol）（1905至1957年）
- 1959年- 沙立·他那叻（1908年至1963年）（榮譽軍銜）
- 1964年- 他儂·吉滴卡宗（1911年至2004年）（榮譽軍銜）
- 1973年- 巴博·乍魯沙天（英语：Praphas Charusathien）（1912-1997） （榮譽軍銜）
- 1992年- 詩麗吉王后（1932年至今）（榮譽軍銜）
- 1998年- 瑪希敦·阿杜德（1892年至1929年）（榮譽軍銜追授，以前在擔任泰國皇家海軍作為隊長）

### 马来亚联合邦和马来西亚
- 1957年 - 端姑阿都拉曼[2]
- 1960年 - 苏丹希沙慕丁沙[2]
- 1960年 - 端姑赛布特拉[2]
- 1965年 - 端姑依斯迈·纳西鲁丁沙[2]
- 1970年 - 苏丹端姑阿都哈林[2]
- 1975年 - 端姑雅亚·柏特拉[2]
- 1979年 - 苏丹阿末沙[2]
- 1984年 - 苏丹馬末·依斯干達[2]
- 1989年 - 苏丹阿兹兰沙[2]
- 1994年 - 端姑查化[2]
- 1999年 - 苏丹沙拉胡丁·阿都阿兹沙[2]
- 2000年 - 端姑赛西拉祖丁[2]
- 2006年 - 端姑米占再納阿比丁[2]
- 2016年 - 苏丹莫哈末五世[2]
- 2019年 - 苏丹阿都拉[2]
- 2024年 - 苏丹依布拉欣·依斯迈[2]

### 英國
參見英國海軍元帥列表

### 美國
- 1899年- 喬治·杜威（1837年至1917年）
- 1944年12月15日- 威廉·丹尼尔·莱希（1875年至1959年）
- 1944年12月17日- 欧内斯特·金（1878-1956）
- 1944年12月19日- 切斯特·尼米茲（1885年至1966年）
- 1945年12月11日- 小威廉·哈尔西（1882年至1959年）

### 南斯拉夫
- 1983年- 布蘭科·馬穆拉（英语：Branko Mamula）（生於1921年）

## 其他國家
- 皇家澳大利亚海军元帅
- 德国海军元帅
- 奥匈帝国海军元帅
- 苏联海军元帅、海軍元帥 (蘇聯)[3]
- 美国海军五星上将
- 英国海军元帅
- 该舰队的海军上将 唯一的法国历史是弗朗索瓦·达尔朗
- 大日本帝国海军元帅

## 各国海軍元帥照片

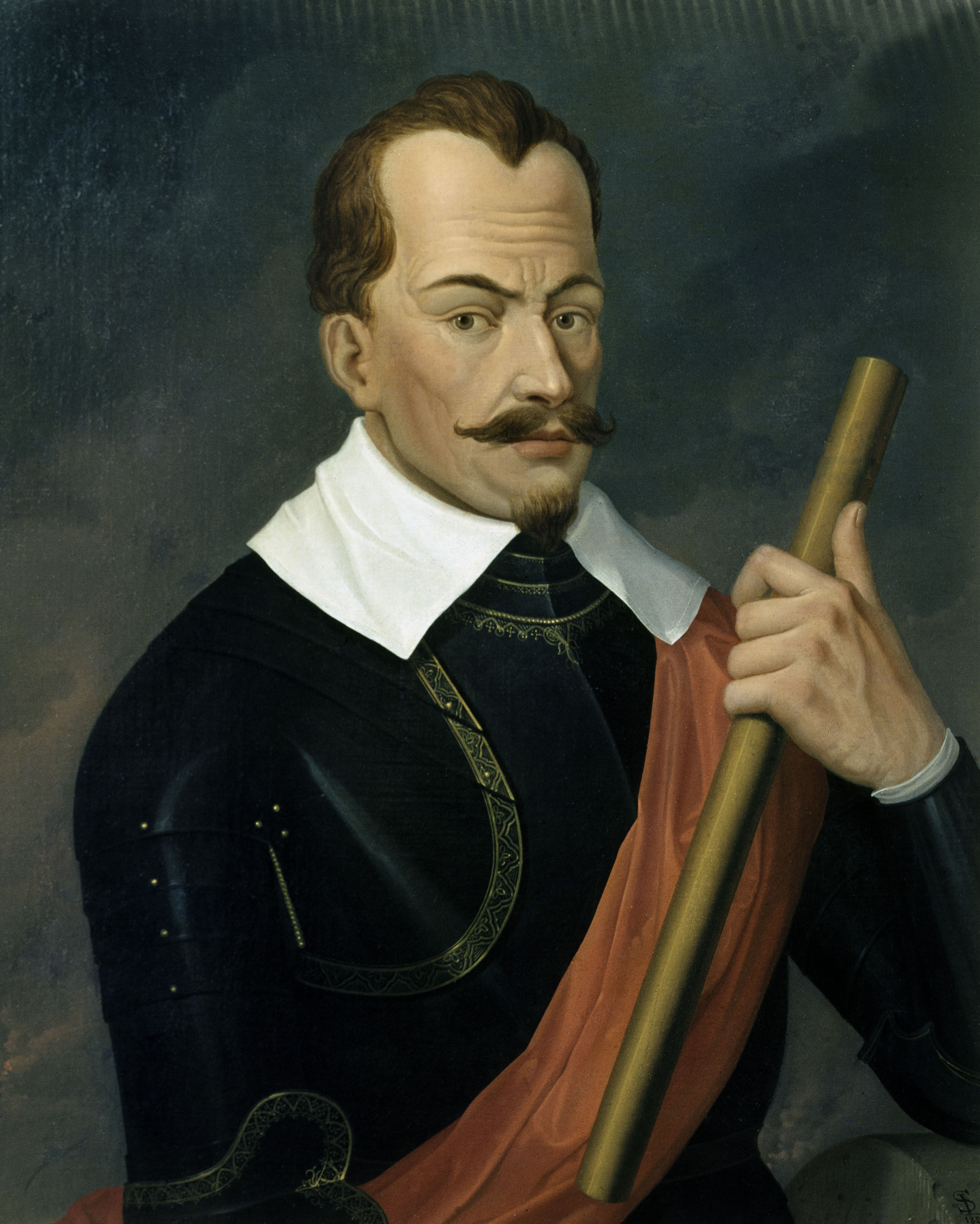
阿爾布雷希特·馮·華倫斯坦
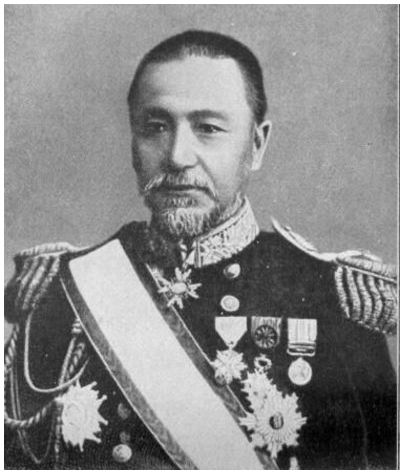
東鄉平八郎
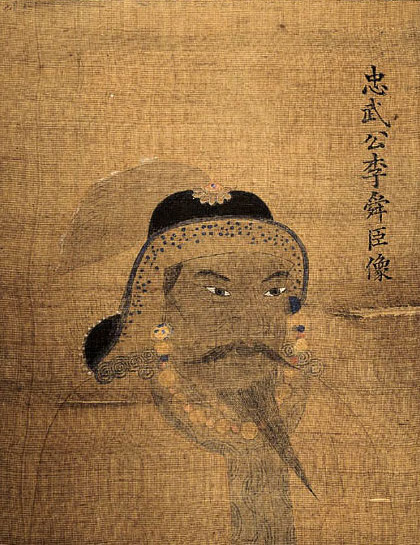
李舜臣
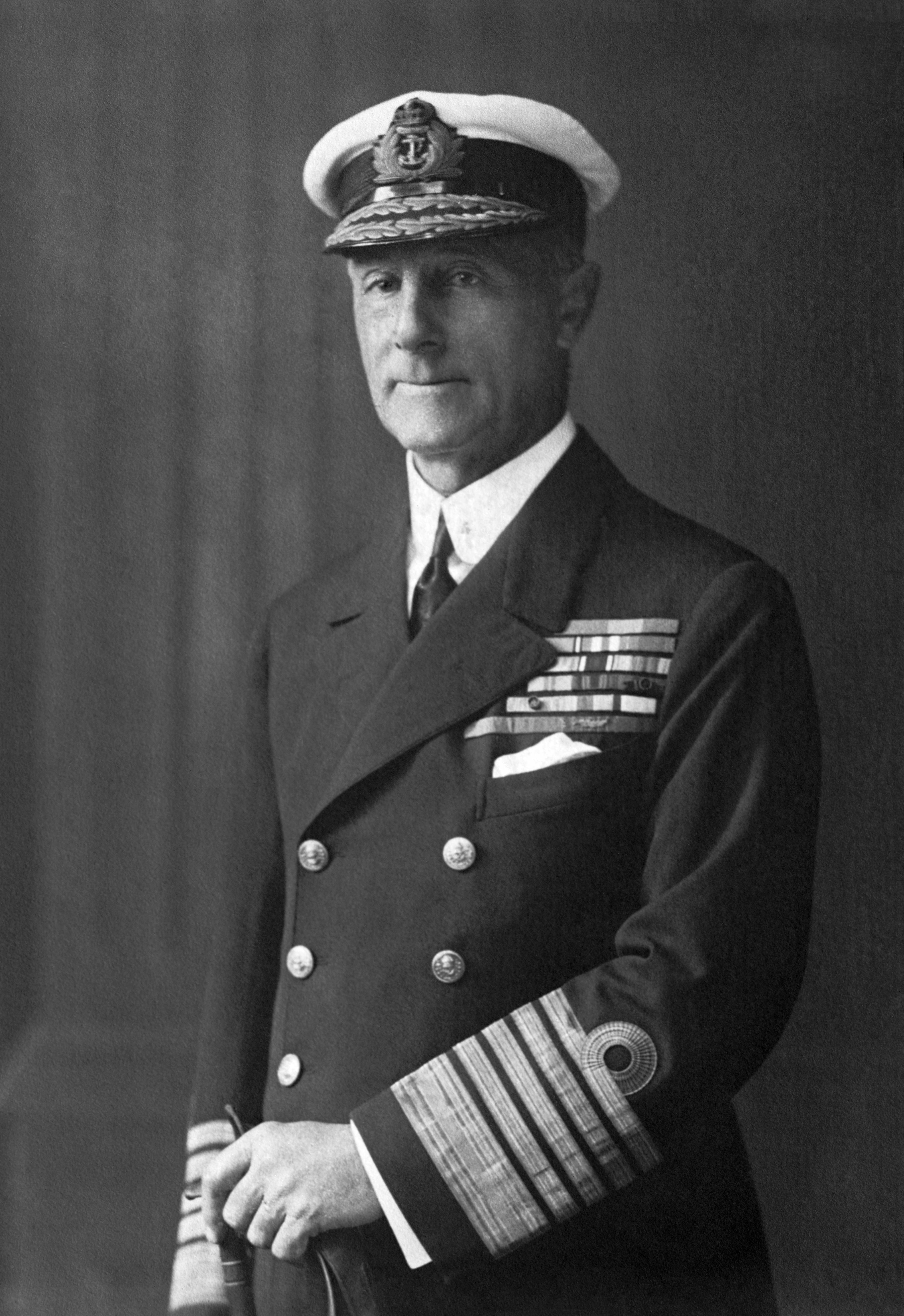
約翰·傑利科
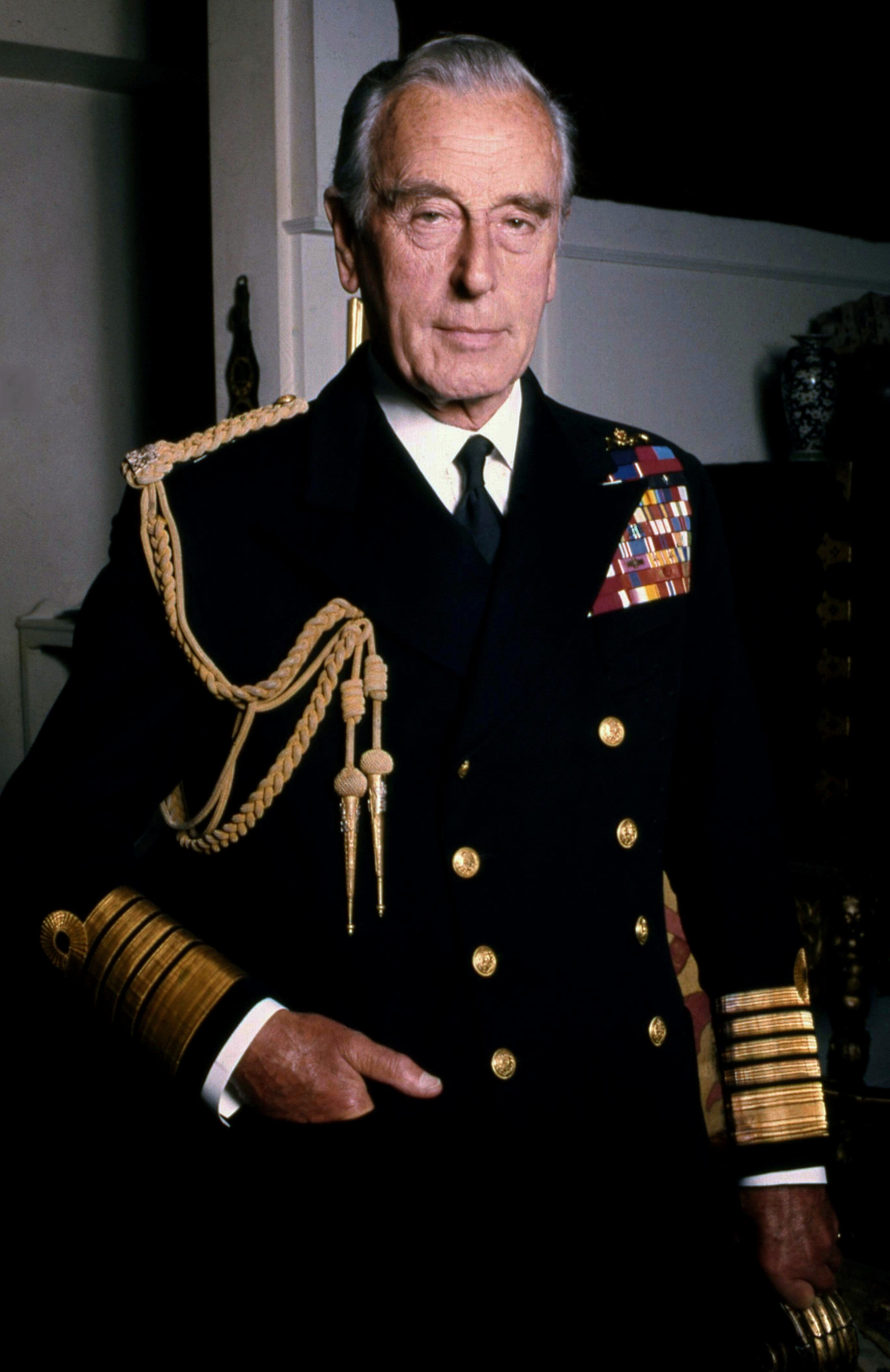
路易斯·蒙巴頓
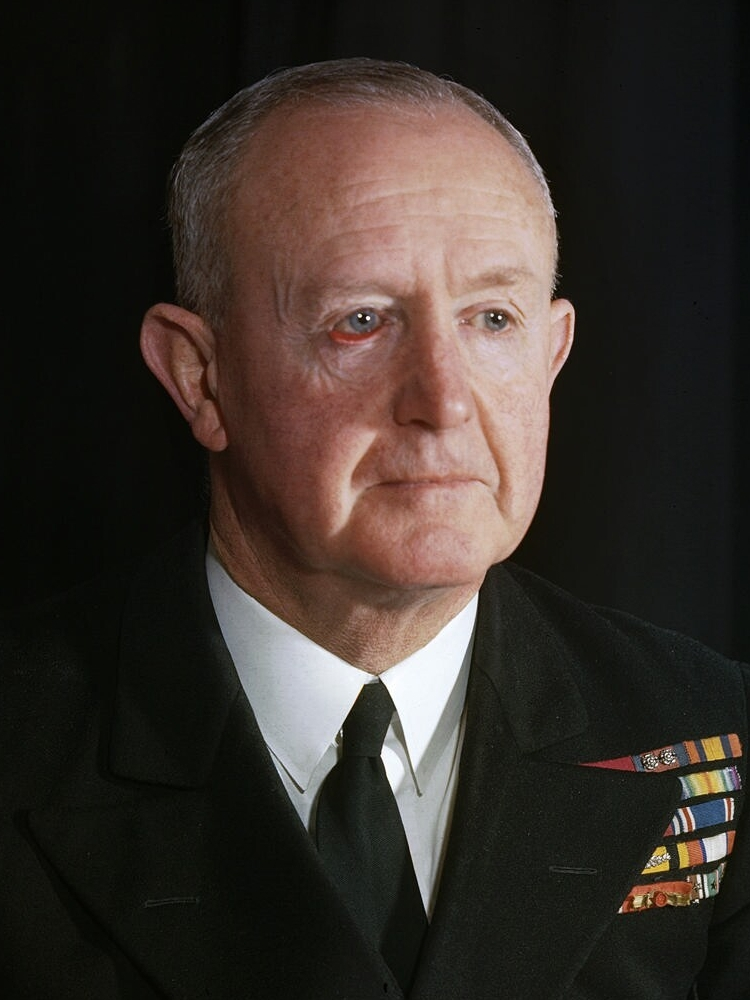
安德魯·布朗·康寧漢
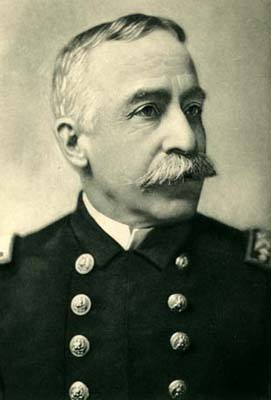
喬治·杜威
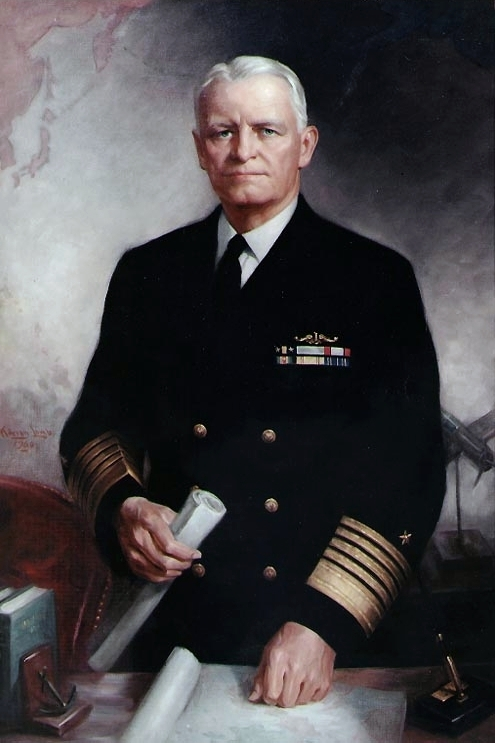
切斯特·尼米茲
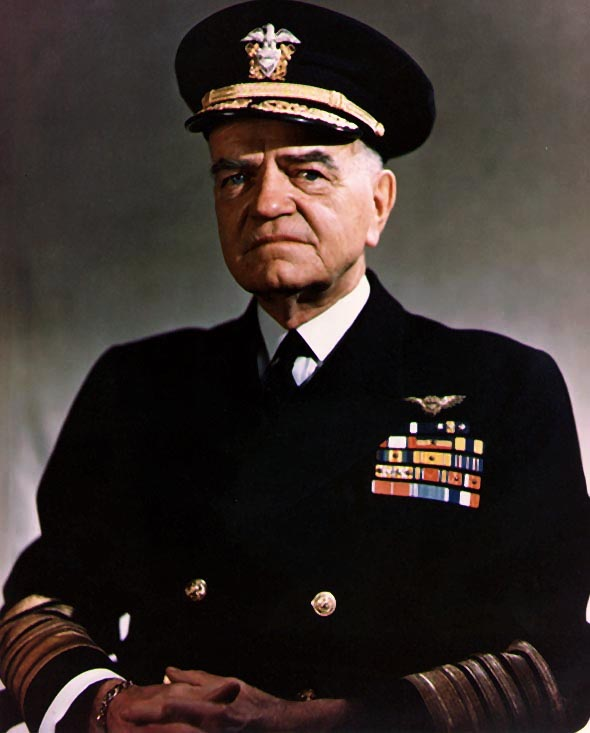
小威廉·海爾賽
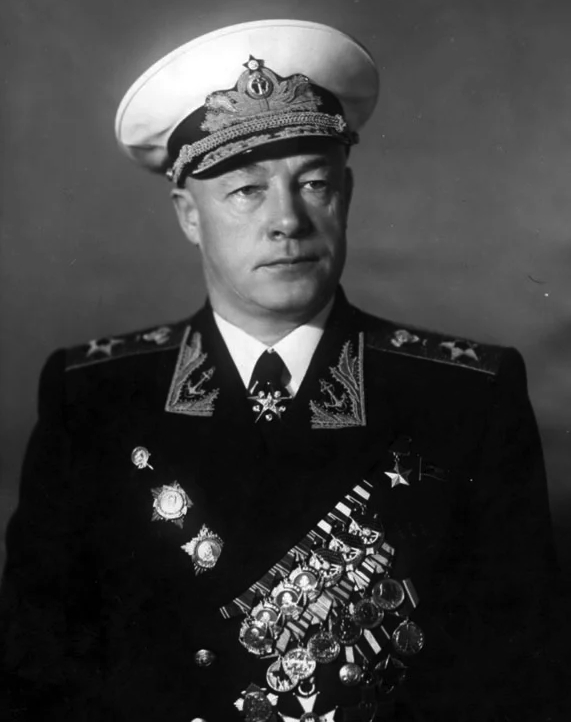
尼古拉·格拉西莫維奇·庫茲涅佐夫
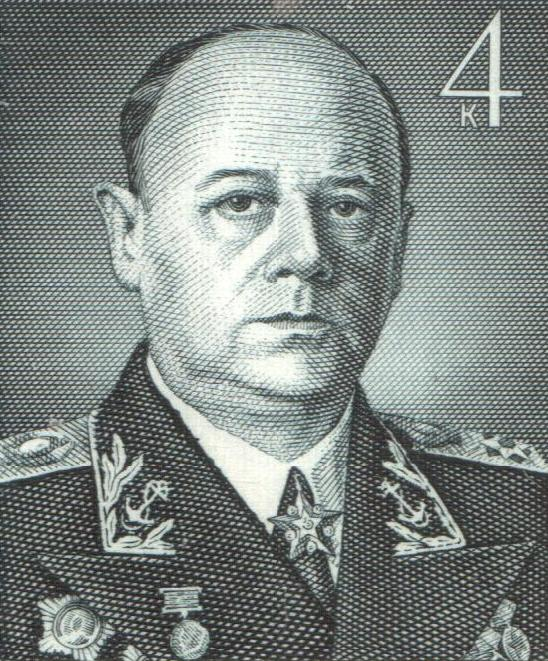
伊萬·斯捷潘諾維奇·伊薩科夫
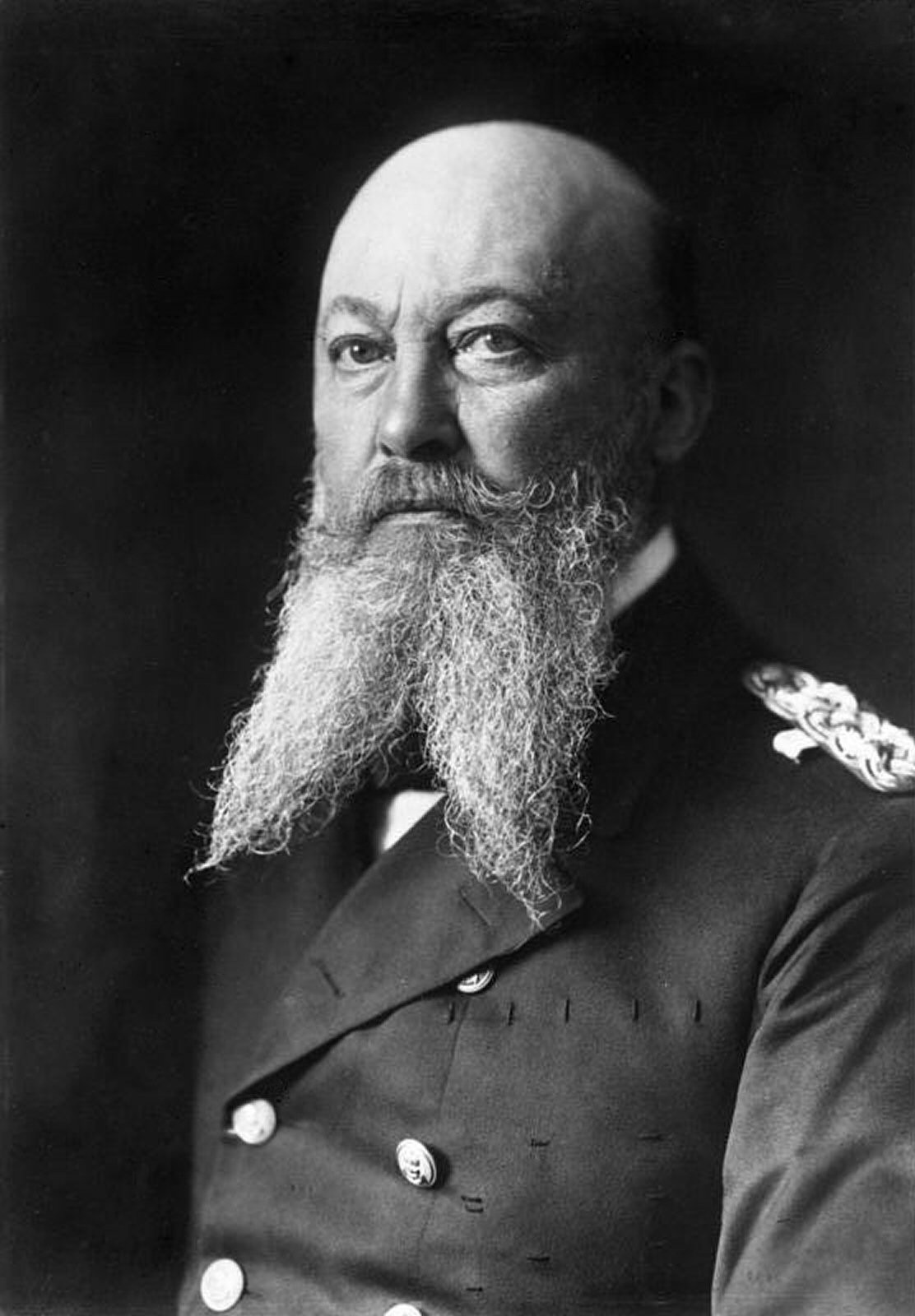
阿爾弗雷德·馮·鐵必制
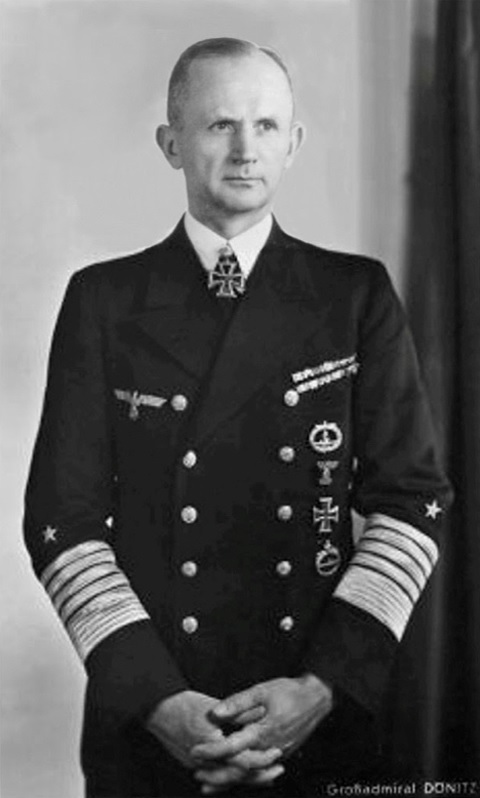
卡爾·鄧尼茨
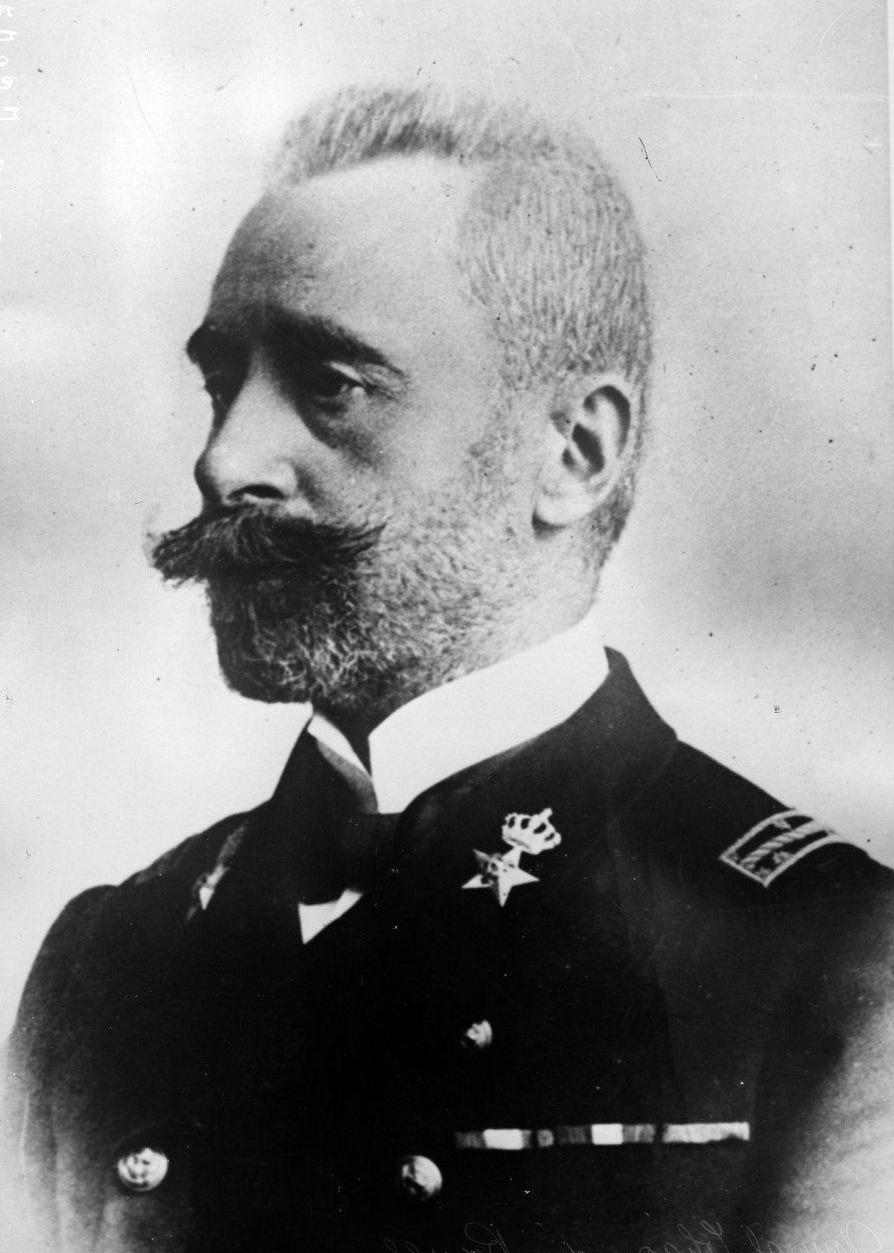
保羅·塔翁·迪雷韋爾

## 各国海军元帅军衔标志

海军元帅 澳大利亚
海军元帅 克罗地亚
[[Admiral (France)|海军元帅 法国
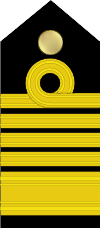
海军元帅 印度 (肩章)
海军元帅 印度 (袖章)
海军元帅 印度尼西亚
海军元帅 意大利 (肩章)
海军元帅 意大利 (袖章)
海军元帅 (원수) 韩国
海军元帅 马来西亚
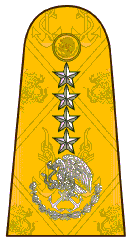
海军元帅 墨西哥
海军元帅 阿曼
海军元帅 巴基斯坦
海军元帅 葡萄牙
海军元帅 俄罗斯 (肩章)
海军元帅 俄罗斯 (袖章)
海军元帅 西班牙
海军元帅（จอมพลเรือ） 泰国 (肩章)
海军元帅（จอมพลเรือ） 泰国 (袖章)
海军元帅（Büyükamiral） 土耳其
海军元帅 英国
海军五星上将 美国